# 王智深
王 智深（おう ちしん、生没年不詳）は、南朝宋から斉にかけての文学者。字は雲才。本貫は琅邪郡臨沂県。

## 経歴
若くして謝超宗に師事して作文を学んだ。飲酒を好んで、風采があがらなかった。元徽2年（474年）、南朝宋の建平王劉景素が南徐州刺史となり、『観法篇』を作ると、智深はこれに和し、賞賛を受けた。元徽4年（476年）、劉景素により西曹書佐として召されたが、任につかないうちに劉景素が敗死したため沙汰やみになった。後に州祭酒を初任とした。蕭道成が鎮軍将軍となったとき、丘巨源が智深を蕭道成に推挙したため、智深は鎮軍府行参軍に任じられた。豫章王常侍に任じられ、太学博士に転じた。豫章王大司馬参軍となり、記室を兼ねた。南朝斉の武帝の命を受けて『宋紀』の編纂にあたった。芙蓉堂に召し出されて、衣服と住宅を供与された。智深が豫章王蕭嶷に貧窮を訴えると、蕭嶷は智深に編纂事業に専念するよう勧め、相応の禄を得られるよう取りはからった。永明11年（493年）、『宋紀』30巻が完成すると、武帝は智深を璿明殿に召し出して献上させようとした。しかし実物をみないうちに武帝は崩御した。隆昌元年（494年）、『宋紀』が製本された。智深は竟陵王司徒参軍に任じられたが、事件に連座して免職された。江夏王蕭鋒や衡陽王蕭鈞が智深を厚遇した。
智深の家は貧しく、かつて智深は飢えて5日のあいだ食物がなかったため、莧の根を掘り返して食した。王僧虔やその子の王志が智深に衣食を分け与えた。智深は家で死去した。

## 伝記資料
- 『南斉書』巻52 列伝第33
- 『南史』巻72 列伝第62